# Chiesa di San Martino a Campiglio
La chiesa di San Martino a Campiglio (in tedesco St. Martin in Kampill) a Bolzano è una piccola chiesa in tardo stile romanico consacrata nel XII secolo.

## Storia e descrizione

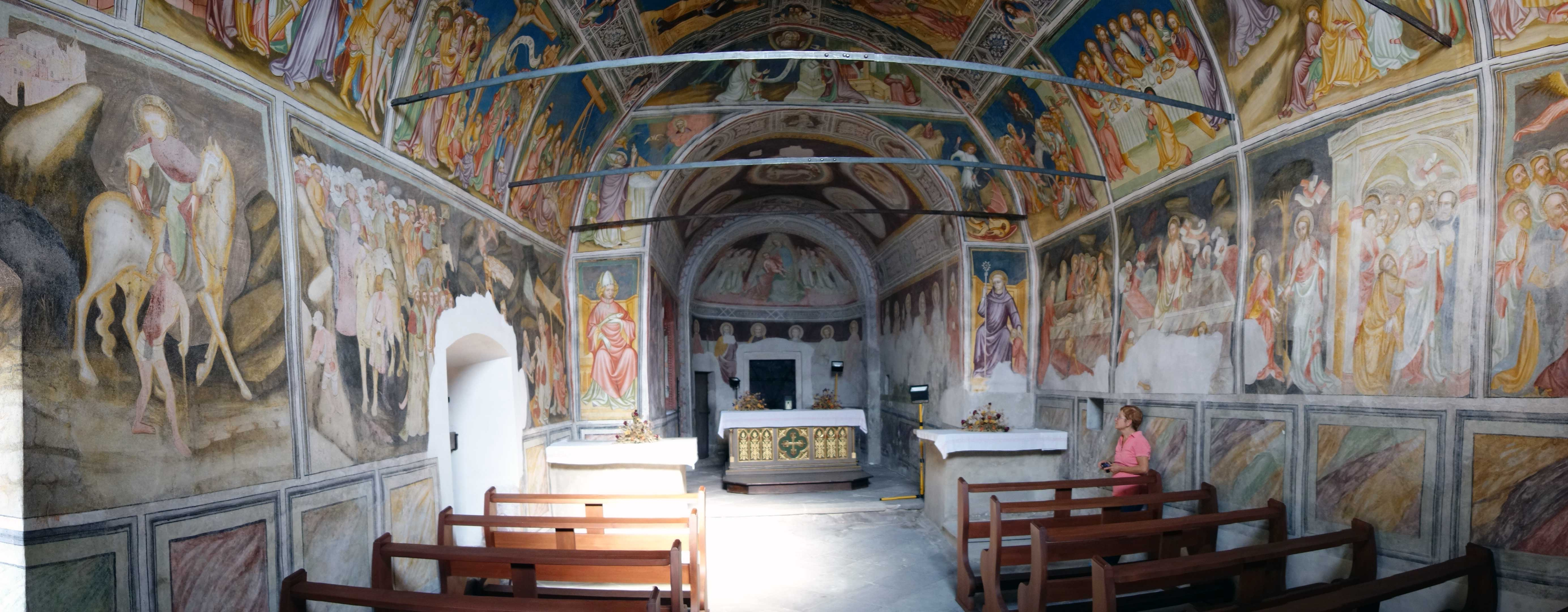
Veduta dell'interno della chiesa

La chiesa è situata nell'area di Campiglio stretta fra l'autostrada A22 e il fiume Isarco, che durante la costruzione del collegamento stradale rischiò di subire uno spostamento. La chiesa venne nominata la prima volta nel 1180, quando essa fu, assieme ad altre cinque chiese nella zona di Bolzano, consacrata dal vescovo di Trento, come ci tramanda la cosiddetta Bozner Chronik (cronaca di Bolzano), una fonte annalistica trecentesca. Tuttavia la costruzione attuale risalirebbe in gran parte al XIV secolo in stile bolzanino (Bozner Stil) con elementi romanici e gotici. L'interno è ricoperto di pregiati affreschi di scuola bolzanina del XV secolo.

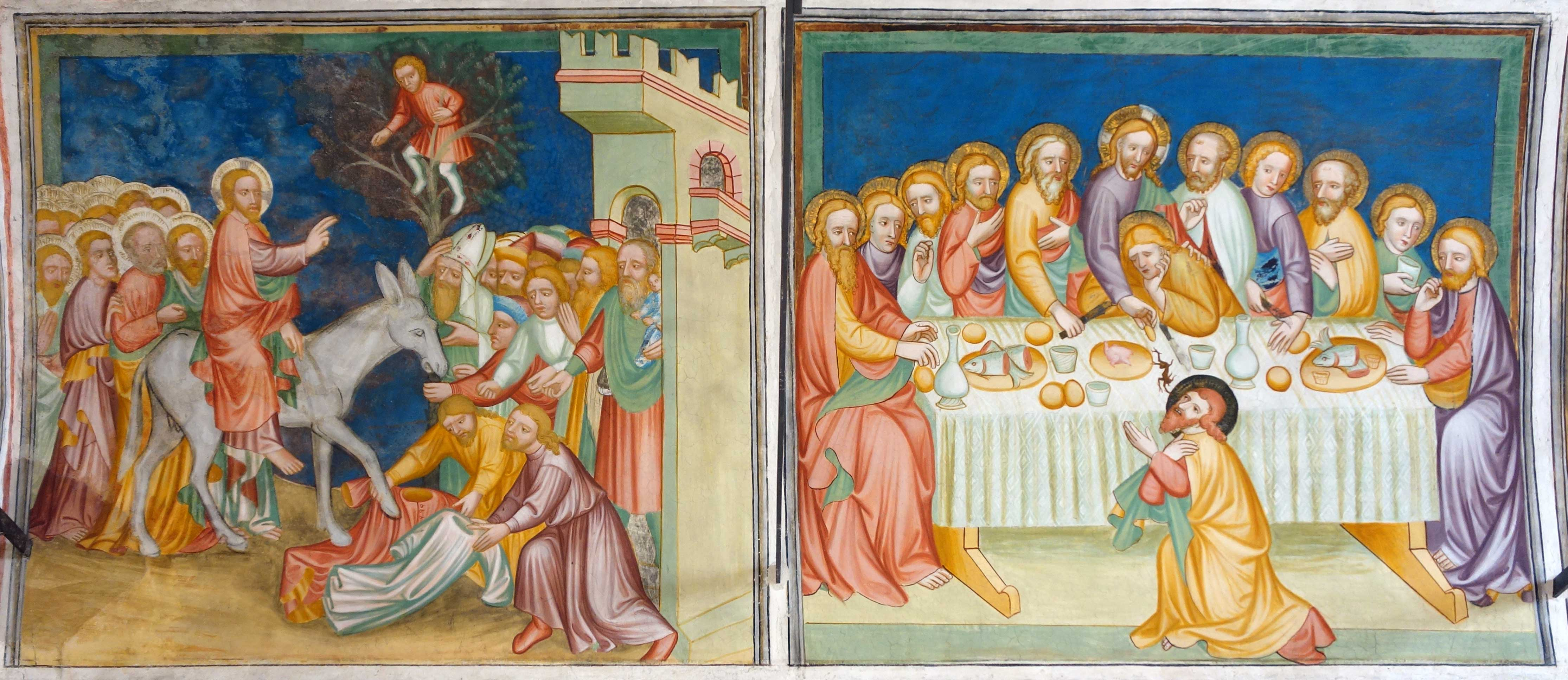
Esempio degli affreschi all'interno della chiesa